# Robert King
Robert Wade "Bob" King (Los Angeles, 20 de junho de 1906 – Walnut Creek, 29 de julho de 1965) foi um atleta e campeão olímpico norte-americano, especializado no salto em altura.
Com um salto de 2,00 m no início de 1928, era considerado o melhor saltador do mundo e favorito à medalha de ouro em Amsterdã 1928. Nos Jogos, ao fim de uma prova de mais de cinco horas de duração, venceu com um salto de 1,93 m, bem abaixo da marca olímpica então vigente mas suficiente para a medalha de ouro.
Depois de abandonar o atletismo, formou-se em medicina na Universidade de Stanford e tornou-se um proeminente obstetra.